# Azuma (Schiff, 1900)
Die Azuma (jap. 吾妻), gelegentlich auch Adzuma, war ein in Frankreich konstruierter und gebauter Panzerkreuzer der Kaiserlich Japanischen Marine. Der Name Azuma ist ein alter Name für Japan und besonders der Region Kantō im östlichen Japan.

## Baugeschichte

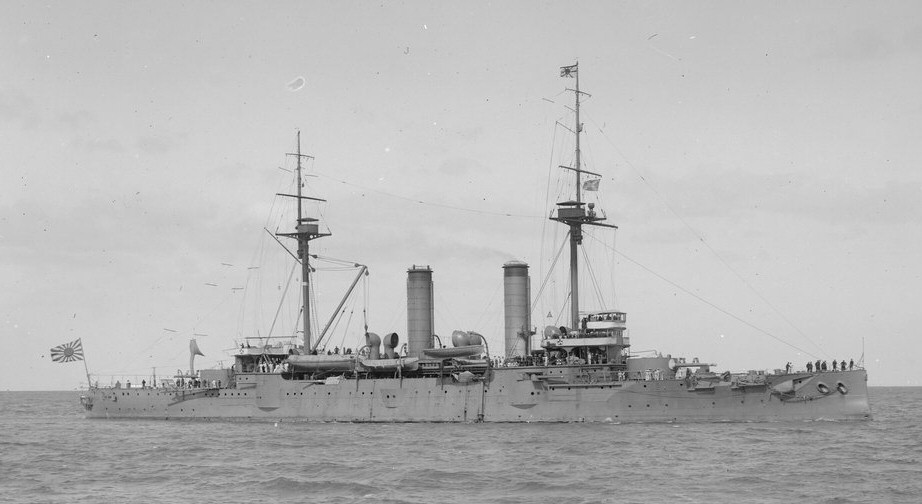
Die Asama

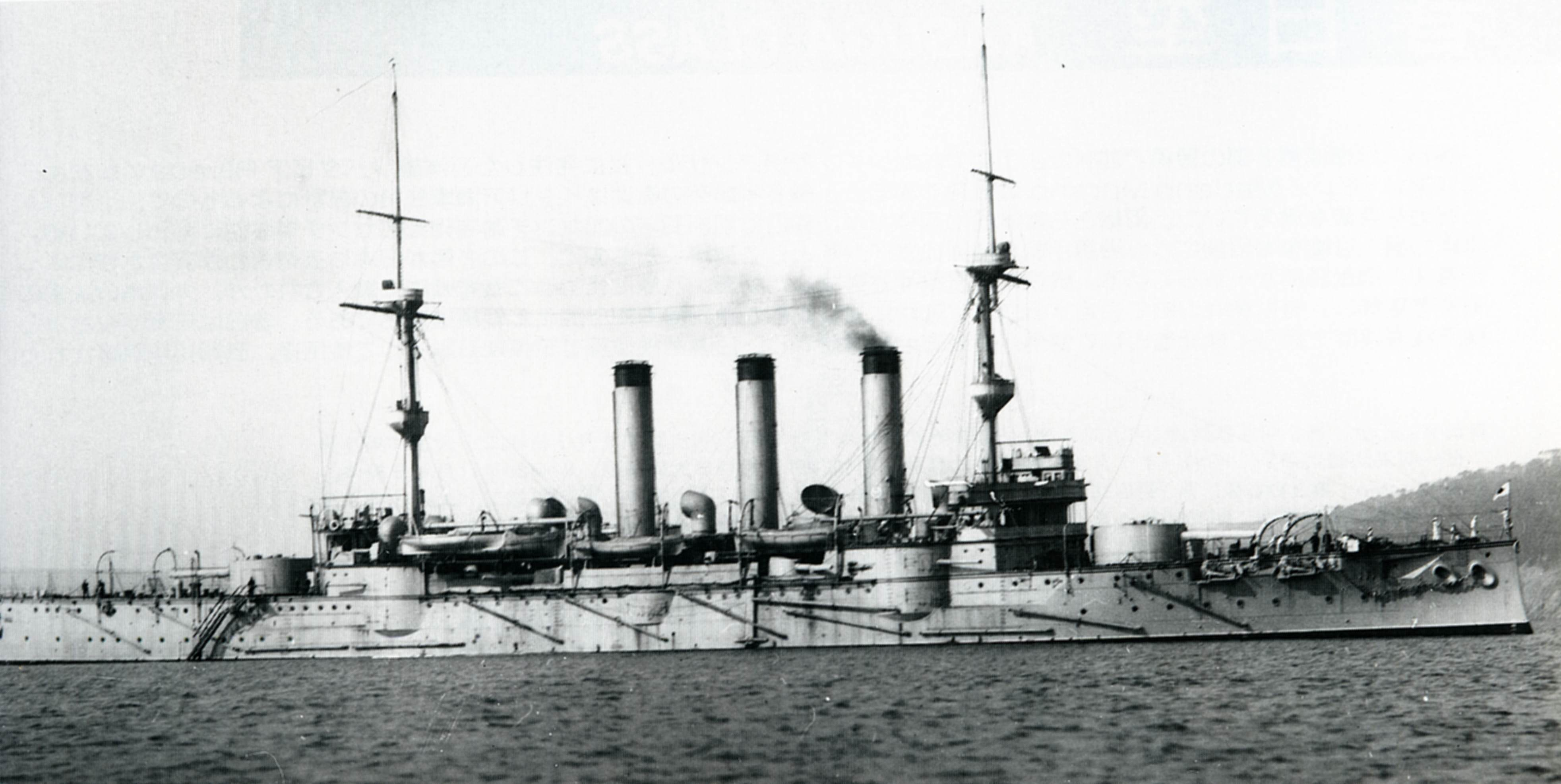
Die Iwate

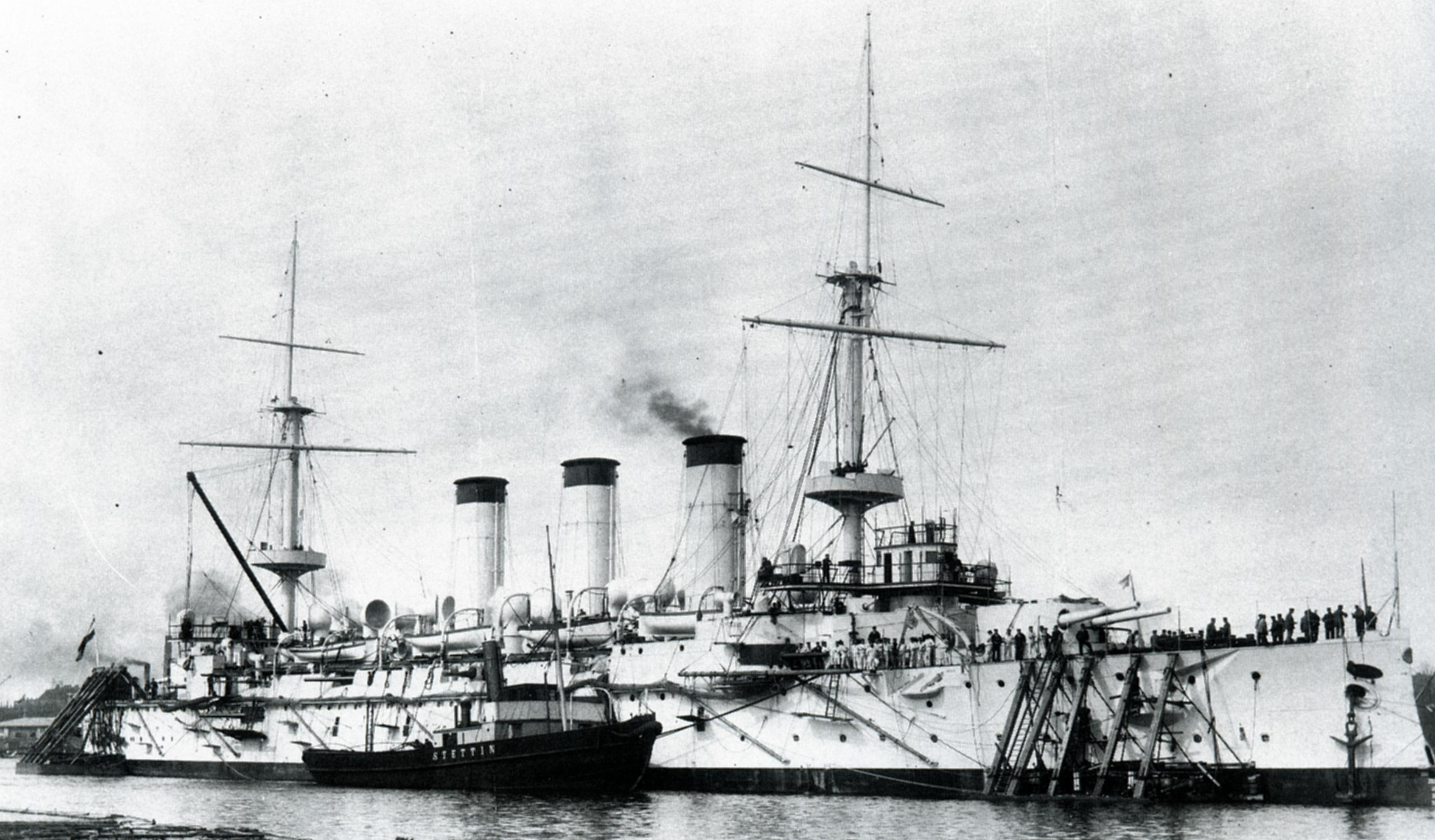
Die Yakumo

Die Azuma was einer der sechs Panzerkreuzer, die nach dem Ersten Japanisch-Chinesischen Krieg als Teil des „Sechs-Sechs-Programms“ (sechs Linienschiffe – sechs Panzerkreuzer) bei ausländischen Werften als Kern der japanischen Marine bestellt wurden. Fast alle Aufträge des Bauprogramms gingen nach Großbritannien. Armstrong baute in Elswick zwei Paare dieser Kreuzer: erst die Asama und die Tokiwa, dann die Izumo und die Iwate. Aus politischen und diplomatischen Gründen wurde die Yakumo in Deutschland und ihr Beinah-Schwesterschiff Azuma in Frankreich bestellt.
Der von Armstrong entwickelte Grundentwurf sah für alle sechs Kreuzer des Programms zwei Doppeltürme mit 20,3-cm-Armstrong-Geschützen als Hauptbewaffnung und eine Geschwindigkeit von 20 bis 21 Knoten vor. Die Werften waren relativ frei in der Detailausführung. Die französische Werft entwickelte einen langen, aber recht schmalen Rumpf mit hohem Freibord und den Doppeltürmen relativ nah zu den Schiffsenden. Die Azuma verfügte über zwei Kesselräume, von denen der hintere hinter dem mittleren Schornstein lag. Dies gab der Azuma eine eigene Silhouette, da diese Anordnung einen relativ großen Abstand zwischen dem mittleren und dem hinteren Schornstein verursachte.
Die Azuma verfügte über 24 Belleville-Kessel, die seiner Zeit als recht fortschrittlich galten. Eine bedeutende Neuerung war eine Anlage für besseren Zug in den Schornsteinen. Zeitgenössische britische und deutsche Kriegsschiffe hatte erheblich niedrigere Lufteinlässe, die sich als problematisch im Gefecht gezeigt hatten, da sie Feuer und Trümmer auch vom Deck ansaugten. Die Installation in den Schornsteinen wurde nach dem Russisch-Japanischen Krieg Standardausrüstung der meisten Kriegsschiffe. Bei der Hauptbewaffnung gab es keine Unterschiede zu den anderen Panzerkreuzern.
Die Kiellegung der Azuma erfolgte im März 1898, am 24. Juni 1899 lief sie vom Stapel und wurde am 28. Juli 1900 in Dienst gestellt. Als Problem zeigte sich der lange Rumpf der Azuma, für den es in Japan kein passendes Trockendock gab. Auch ihre Belleville-Kessel erwiesen sich bei höheren Drücken oft als schadhaft.

## Einsatzgeschichte

### Russisch-Japanischer Krieg
Bei Beginn des Russisch-Japanischen Kriegs am 9. Februar 1904 wurde die Azuma mit Izumo, Iwate, Tokiwa und Yakumo als 2. Division der Vereinigten japanischen Flotte zusammen mit der 1. Division, die aus sechs Linienschiffen bestand, anfangs gegen Port Arthur eingesetzt. Anschließend beteiligte sich die Azuma am 6. März mit Izumo, Asama, Yakumo und Iwate im Verband des 2. Geschwaders an der ersten erfolglosen Beschießung von Wladiwostok.
Nach Erfolgen der russischen Kreuzer aus Wladiwostok wurden die Panzerkreuzer unter Admiral Kamimura als Zweite Flotte im Japanischen Meer eingesetzt und besiegten mit den vier modernen Panzerkreuzern Izumo, Azuma, Tokiwa und Iwate sowie den beiden Geschützten Kreuzern Naniwa und Takachiho im Seegefecht bei Ulsan am 14. August 1904 das russische Kreuzergeschwader unter Konteradmiral Karl Jessen mit den Panzerkreuzern Rossija, Gromoboi und der veralteten Rurik, die versenkt wurde. Die Azuma erhielt in diesem Gefecht zehn Treffer und hatte Verletzte zu beklagen. Sie fiel kurzzeitig aus der Schlachtlinie Kamimuras heraus. Nach Auffüllung der verbrauchten Munitions- und Treibstoffvorräte ging die Izumo mit Tokiwa und Azuma wieder in See. Nach dem Gefecht gehörte sie zu den Blockadekräften vor Wladiwostok und war vom 23. Dezember bis zum 10. Februar dort mit wechselnden Partnern im Einsatz, ohne ein feindliches Schiff aufzuspüren. Daneben wurde sie, wie die anderen Panzerkreuzer, überholt und leicht umgerüstet.
An der entscheidenden Seeschlacht bei Tsushima am 27. bis 28. Mai 1905 war die Azuma beteiligt und erlitt fünfzehn Treffer und mindestens zehn Tote. Nach der Schlacht war sie im August an der Besetzung Sachalins beteiligt.

### Schulschiff
Schon vor dem Weltkrieg führte die Azuma zwei Ausbildungsfahrten für die Marineakademie durch. Vom 5. Dezember 1912 bis zum 21. April 1913 ging die Fahrt der 40. Klasse nach Australien. Die Reise wurde zusammen mit dem ehemals russischen Geschützten Kreuzer Soya durchgeführt. Die zweite Reise über Hawaii nach Nordamerika begann am 20. April 1914 zusammen mit der Asama. Kurz nach dem Kriegsausbruch in Europa kehrten die Kreuzer mit der 41. Klasse am 11. August zurück. Von 1916 bis 1920 drei weitere Reisen mit der 43., 46. und 47. Klasse. Die beiden ersten Reisen vom 20. April bis zum 22. August 1916 zusammen mit Iwate bzw. vom 1. März bis zum 26. Juli 1919 mit Tokiwa gingen nach Australien. Zwischen den Reisen kam die Azuma wieder in den aktiven Dienst und sicherte auf dem Indischen Ozean Transporte zwischen Singapur und dem Sueskanal.
Die letzte Ausbildungsreise der Azuma fand mit der 47. Klasse vom 24. November 1919 wieder mit der Tokiwa nach Singapur, Südostasien und durch den Sueskanal ins Mittelmeer statt, ehe sie am 20. Mai 1920 wieder in Yokosuka eintraf.

## Verbleib
Die Azuma wurde am 1. September 1921 in ein Küstenverteidigungsschiff 1. Klasse umklassifiziert, blieb aber als stationäres Schulschiff ab dem 1. Oktober 1927 bei der Schule für Schifftechnik in Maizuru. Ab dem 1. Juli 1942 als Hilfsschiff bezeichnet, wurde sie am 15. Februar 1944 abgerüstet und 1945 abgebrochen. Der Rumpf wurde am 18. Juli 1945 durch amerikanische Bomben noch versenkt.
Ihr Anker wird im Nogi-Schrein in Tokio aufbewahrt.